# Tokunagaia biconvexa
Tokunagaia biconvexa är en tvåvingeart som beskrevs av Makarchenko 2007. Tokunagaia biconvexa ingår i släktet Tokunagaia och familjen fjädermyggor. Inga underarter finns listade i Catalogue of Life.